# František Rydval
František Rydval (* 21. únor 1946, Liberec) je bývalý český skokan na lyžích, reprezentant Československa.

## Sportovní kariéra
Zúčastnil se olympijských her v Grenoble roku 1968, v závodě na středním můstku skončil na 12. místě a na velkém můstku na 27. místě. Závodil v letech 1967-1972. V mezinárodní konkurenci debutoval na Turné čtyř můstků 1966/67, kde ve třech závodech ze čtyř skončil v první desítce a celkově byl čtrnáctý. V dalším ročníku startoval jen ve 2 závodech ze čtyř a skončil celkově na 65. místě. V ročníku 1968/69 byl 3. v Oberstdorfu, vyhrál v Garmisch-Partenkirchen, byl desátý v innsbrucku a Bischofshofenu a celkově skončil na 5. místě.V dalších ročnících skončil celkově na 21. a 32. místě.